# إيف جونستون
إيف كورديليا جونستون (بالإنجليزية: Eve Cordelia Johnstone)‏، الحاصلة على رتبة الامبراطورية البريطانية وزمالة كلية الأطباء الملكية وزمالة كلية الأطباء الملكية في إدنبرة وزمالة الكلية الملكية للأطباء النفسيين وزمالة زمالة أكاديمية العلوم الطبية في إدنبرة (وُلد في 1 سبتمبر 1944) هي طبيبة اسكتلندية، وباحث طبية، وطبيبة نفسية وأكاديمية. يشمل مجال أبحاثها الرئيسي الفصام والمرض الذهاني، وهي أستاذة فخرية في الطب النفسي ومدير مساعد فخري لتطوير بحوث الصحة العقلية في جامعة إدنبرة. تشتهر هذه الدراسة بأنها الدراسة الرائدة التي أجرتها في عام 1976 والتي أظهرت تشوهات في الدماغ لدى مرضى الفصام مقارنةً بمجموعة السيطرة.

## الحياة والعمل
وُلد جونستون في 1 سبتمبر 1944 في غلاسكو لدوروثي ماري ووليام جيليسبي جونستون، طبيب الأسنان. التحقت جونسون بمدرسة بارك في غلاسكو قبل أن تدرس الطب في جامعة غلاسكو، وتخرجت مع بكالوريوس الطب والجراحة في عام 1967. واصلت تدريبها في المستشفيات في غلاسكو من 1968 إلى 1972 كمتخصصة في الطب النفسي. بعد أن أكملت تدريبها، حاضرت في الطب النفسي في جامعة غلاسكو. تولت في عام 1974 منصب باحثة في مجلس البحوث الطبية في هارو، لندن. وبينما كانت جونسون في مركز البحوث الطبية، قامت مع مجموعة من الباحثين بدراسة أدمغة مرضى الفصام. استخدمت جونسون التصوير تامقطعي تامحوسب) لتصوير المخ، وأظهرت وجود اختلافات تشريحية بين أدمغة المصابين بالفصام ومجموعة المقارنة من الطبيعيين.
تعمل جونستون بالإضافة إلى اهتماماتها البحثية كطبيبة نفسية بدوام كامل في مستشفى إدنبره الملكي، وهي أيضًا أستاذة الطب النفسي في جامعة إدنبرة ومدير مساعد في جامعة إدنبرة.
كانت جونستون من عام 1991 إلى عام 1994عضوًا في مجلس نوفيلد المعني بأخلاقيات علم الأحياء.
وتشمل اهتمامات جونستون الشخصية لعب الورق، والاستماع إلى الأوبرا، والسفر.

## الجوائز والتكريم
تقديرًا لبحثها وعملها حصلت جونستون على العديد من الجوائز والمكافآت:
- زميل الكلية الملكية للأطباء النفسيين، 1984[6]
- زميل كلية الأطباء الملكية في إدنبرة،[6] 1992
- زميل أكاديمية العلوم الطبية[8] 1998
- رتبة الإمبراطورية البريطانية) (كب)، 2002
- زميل الجمعية الملكية في إدنبرة، 2005
- جائزة ليبر للإنجاز المتميز في الفصام البحوث من نارساد،[9] 2007
- دكتوراه فخرية في الطب، جامعة أدنبرة،[10] 2014
- زميل الكلية الملكية للأطباء والجراحين (كندا)
- زميل كلية الأطباء الملكية

## المؤلفات
- الفصام: مقدمات قصيرة جدا سلسلة كريستوفر فريث وإيف جونستون
- البحث عن أسباب الفصام، إيف جونستون، 1994
- الأحياء النفسية إيف جونستون، 1996

- الفصام: المفاهيم والإدارة الطبية، إيف جونستون ومارتن همفريس وفيونا لانج، وستيفن لوري، 1999
- مدخل إلى دراسة الطب النفسي إيف جونستون، وفريمان و زيللي، 1999
- الفصام: من التصوير العصبي إلى علم الأعصاب، دانيال وينبرج وإيف جونستون، 2005

## وصلات خارجية
- Eve Johnstone - psychiatrist[وصلة مكسورة] - at Medical Research Council website